# Municipio de 18 de Mayo
El Municipio de 18 de Mayo es uno de los 32 municipios que conforman el departamento de Canelones, en Uruguay.

## Creación
Tras un proceso de evaluación a nivel departamental,
este municipio fue creado en marzo de 2013.
Comprende varias villas, pertenecientes hasta esa fecha a los municipios de Las Piedras y Progreso, en la zona de la Ruta 5 vieja: Villa Alegría, Vista Linda, El Dorado, Las Barreras, San Francisco, Villa Cristina, San Isidro, El Dorado Chico y Villa Foresti.
Su nombre conmemora la batalla de Las Piedras, ocurrida en 1811.
El 20 de octubre de 2017 se le dio categoría de ciudad a esta populosa zona.

## Autoridades
La autoridad del municipio es el Concejo Municipal, compuesto por el Alcalde y cuatro Concejales.
Alcaldes según período:
| N.º | Alcalde                | Partido          | Inicio del mandato      | Fin del mandato         | Observaciones     | Concejales                                                                         |
| --- | ---------------------- | ---------------- | ----------------------- | ----------------------- | ----------------- | ---------------------------------------------------------------------------------- |
| 1   | Nelson Alpuy           | Frente Amplio FA | 9 de julio de 2015      | 26 de noviembre de 2020 | Alcalde elegido   | Rosa Recarte (FA) Osvaldo Saraleguy (FA) Cesar Cardozo (PN) Walter Cervini (PC)    |
| 2   | Silvia Adriana Sanchez | Frente Amplio FA | 27 de noviembre de 2020 | 2025                    | Alcaldesa elegida | Victor Gularte (FA) Nancy Ramírez (FA) Guillermo Ferreira (PN) Walter Cervini (PC) |